# Cole Brothers
Cole Brothers was een warenhuis in Sheffield in South Yorkshire, Verenigd Koninkrijk.

## Geschiedenis
De gebroeders John en Thomas Cole openden in 1847 een zijdehandel en kousenwinkel op Fargate in Sheffield. Hun broer Skelton voegde zich kort daarna bij hen in het bedrijf dat snel groeide. Er werden panden aan Fargate en rond Church Street gekocht en in 1869 was het bedrijf zo gegroeid dat opdracht werd gegeven tot de herbouw van de winkels met een nieuwe gevel en twee extra verdiepingen.  Het bedrijf bleef uitbreiden door verdere winkels toe te voegen, die herbouwd werden om de eenheid in de architectuur van de winkel te behouden. In 1898 werd het bedrijf als een incorporated geregistreerd. Skelton Cole stierf in 1896, terwijl zijn broer John stierf in 1898. 
Het bedrijf werd verder gerund door de familie Cole, waarbij twee zonen van de broers Thomas en Thomas Skelton de leiding overnamen.  In 1909 begon het bedrijf vrouwen in dienst te nemen, wat een voordeel zou zijn met het uitbreken van de Eerste Wereldoorlog in aantocht. Het bedrijf was uitgegroeid tot een lokale bekendheid en de lokale bevolking noemde de locatie Cole's Corner, iets dat tot op de dag van vandaag het geval is. Technologie stond voorop in de winkel, met bestelwagens in 1911, terwijl de eerste kassa's in 1916 arriveerden. De winkel bleef groeien met nog eens twee verdiepingen die in 1920 aan de winkel werden toegevoegd, maar in hetzelfde jaar werd het bedrijf verkocht aan Harry Gordon Selfridge. Het bedrijf ging in 1927 over naar zijn Selfridge Provincial Stores-groep.

## Overname
Tijdens de Tweede Wereldoorlog werd de Selfridges Provincial Stores-groep gekocht door John Lewis. De winkel van Cole Brothers had tijdens de oorlog geen schade opgelopen. Begin jaren 1950 waren een moeilijke tijd voor het bedrijf, net zoals voor vele concurrenten. Tegen 1960 besloten de partners van Cole Brothers een nieuwe winkel te openen. De nieuwe winkel in Barker's Pool, tegenover het stadhuis, maakte deel uit van de wederopbouw van Sheffield. De oude winkel werd in 1962 verkocht voor £ 1 miljoen en het bedrijf verhuisde op 17 september 1963 naar het nieuwe pand 
In 1974 werden de kantoren van de winkel elders ondergebracht om zodoende meer winkelruimte te creëren. De winkel breidde opnieuw uit in 1977 toen een winkel werd gekocht in Cambridge Street om de speelgoed- en sportafdelingen van het bedrijf te huisvesten. De winkel werd begin jaren 1980 gerenoveerd, hoewel de winkel het tot ver in de jaren 1990 moeilijk had vanwege de economische ontwikkelingen in Sheffield destijds. 
De winkel bleef als Cole Brothers opereren tot 2002, toen de winkel werd omgedoopt tot John Lewis.